# ブリコー
ブリコーは、フランス、南北アメリカ、カナダ等で使用されている苗字 BRICOUT、BRICAUT、BRICAULT等の日本語読み（発音）に該当する場合がある。
以下の日本の女性シンガーソングライターの楽曲で扱われているような意味は一般には存在せず、作者本人の造語であると思われる。このような類の造語を一般用語として広める行為は名誉棄損に該当し、差し控えるべきである。

## 収録曲　ブリコー　［3：39］
「ブリコー」は日本の女性シンガーソングライター、黒川沙良のシングル曲である。
2020年5月9日にデジタル配信にて発売された。
黒川沙良初のオートチューン曲。
「振り向いてもらえないのに関係性も断ち切れない虚しさ」を音として表現。
曲中にLINE通知音に似せた、テンポやキー変えた音を表現し、コール音を演出している。
2020年8月29日には、7インチアナログ盤としても発売された。
・レーベル：Kissing Fish Records
・フォーマット：7インチレコード
・販売予定価格：1,980円(税込)
・品番：KMKN57
・JANコード：4988044052444
- 作詞：和田昌哉・黒川沙良
- 作曲：黒川沙良
- ヴォーカルディレクション：Mico
- 編曲／プロデュース：MANABOON
- PHOTO：JVN

## 解説
都合のいい時だけ一方的に呼び出される”ブーティーコール”という存在の私。それでもあなたなしじゃ生きられないと自分に言い聞かせて関係を続けてきたけれど、「アナタの一番（大切な存在）にはなれない」と悟った瞬間、心に去来する虚無感や負の感情、そして彼女のとった行動とは…出口のない苦しい恋愛に悩む全ての男女に聞いて欲しいシンガーソングライター黒川沙良の真骨頂といえるR&Bナンバー。 
作詞はCHEMISTRYやGENERATIONSを手がける和田昌哉との共作で、編曲とプロデュースには日本のR&Bシーンを支えるMANABOONを迎えた意欲作となっている。